# Костел священномученика Климента Римського
Костел священномученика Климента Римського — костел у Севастополі, збудований 1911 року. Повернений католицькій громаді у 2018 році. Перебуває в реставрації. 

## Історія
Вперше будівництво католицького храму в Севастополі планувалося ще у середині 19 сторіччя, але планам завадила Кримська війна. У 1871 в місті заснована католицька каплиця во ім'я Непорочного Зачаття Божої Матері. З 1896 католицька община орендує для богослужінь приватний будинок. Але чисельність вірян не дозволяла розмістити всіх.
1898 року община вірян подає прохання дозволити будівництво нового храму. Через два роки міністерство внутрішніх справ дозволяє будівництво храму. Землю для його будівництва пожертвував міщанін Ю. І. Каминський. Будівництво розпочалося лише в травні 1905, за проектом військового інженера Теретського.
Проектом передбачався храм в стилі англійської готики, зі стрільчастими формами та вертикалями у вигляді загострених шпилей. Храм був трьохнефний з цокольним поверхом. Над центральним нефом повинен був бути вискоий шпиль з хрестом. Численні стрільчасті вікна та розетки повинні були бути прикрашеними кольоровими вітражами, а по бічним стулкам головного фасаду встановлювались стауї святих.
Проте через брак коштів проект був втілений не повністю. Зокрема, шпиль отримав меншу висоту, ніж було передбачено.
Будівництво завершилося у 1911 році.
Після Жовтневої революції 1917 року костел лишився багатьох вірян, які емігрували з Криму, проте продовжував працювати. Він був закритий за рішенням радянської влади у 1936, а настоятель Матвей Гудайтіс розстріляний.
У 1958 костел був переобладнаний під кінотеатр «Дружба». Для цього перед головним входом прибудували двоповерховий бетонно-скляний куб, що спотворив первісний готичний вигляд центрального фасаду.
Після розпаду СРСР в Севастополі була створена католицька громада св. Климента, яка очікувала на повернення храму згідно з наказом президента від 4 березня 1992 «Про заходи щодо повернення релігійним організаціям культового майна». Проте міська рада, яка має право розпорядження будівлею (знаходиться у комунальній власності), багато років відмовлялася повернути костел. Серед проросійських націоналістичних сил, що мали більшість у міській раді після незалежності, було бажання недопущення відкриття католицького храму у місті.
Католицька громада мала план відбудувати костел за власні кошти та звести високий шпиль, як це було передбачено первісним проектом початку 20 століття.
У листопаді 2008 року у приміщенні костелу відбулася літургія. Але це був лише єдиний випадок на наступні 10 років.
З 2010 року кінотеатр «Дружба» не працює, будівля костелу стоїть зачиненою.
У 2011 році новий голова Севастополя Володимир Яцуба пропонував повернути костел вірянам. Але тоді міська рада в черговий раз не підтримала таке рішення. У 2013 вища влада країни мала наміри сприяти поверненню костелу в рамках святкування 1025-річчя хрещення Русі. Проте і тоді храм не був повернутий.
У травні 2018 року за рішенням місцевої влади костел повернули католицькій громаді. Храм має запрацювати після проведення ремонтних робіт. Згідно з домовленістю, католицька громада має за свій рахунок провести реконструкцію будівлі до 2024 року. Крім богослужінь, в храмі будуть проводитись виставки та концерти класичної музики.

## Галерея

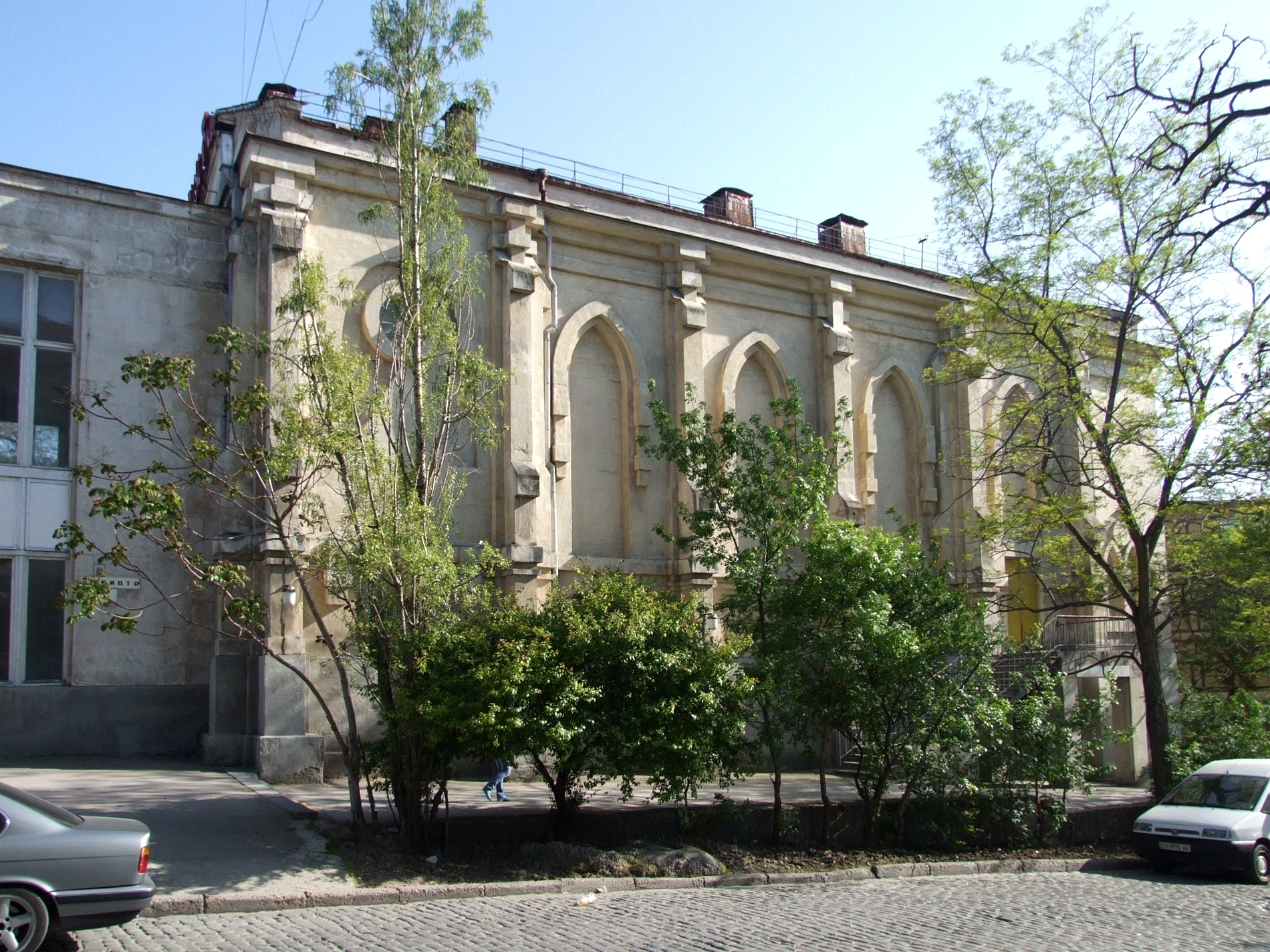
Боковий фасад зберіг майже первісний вигляд (закладені каменем арки раніше були вікнами)
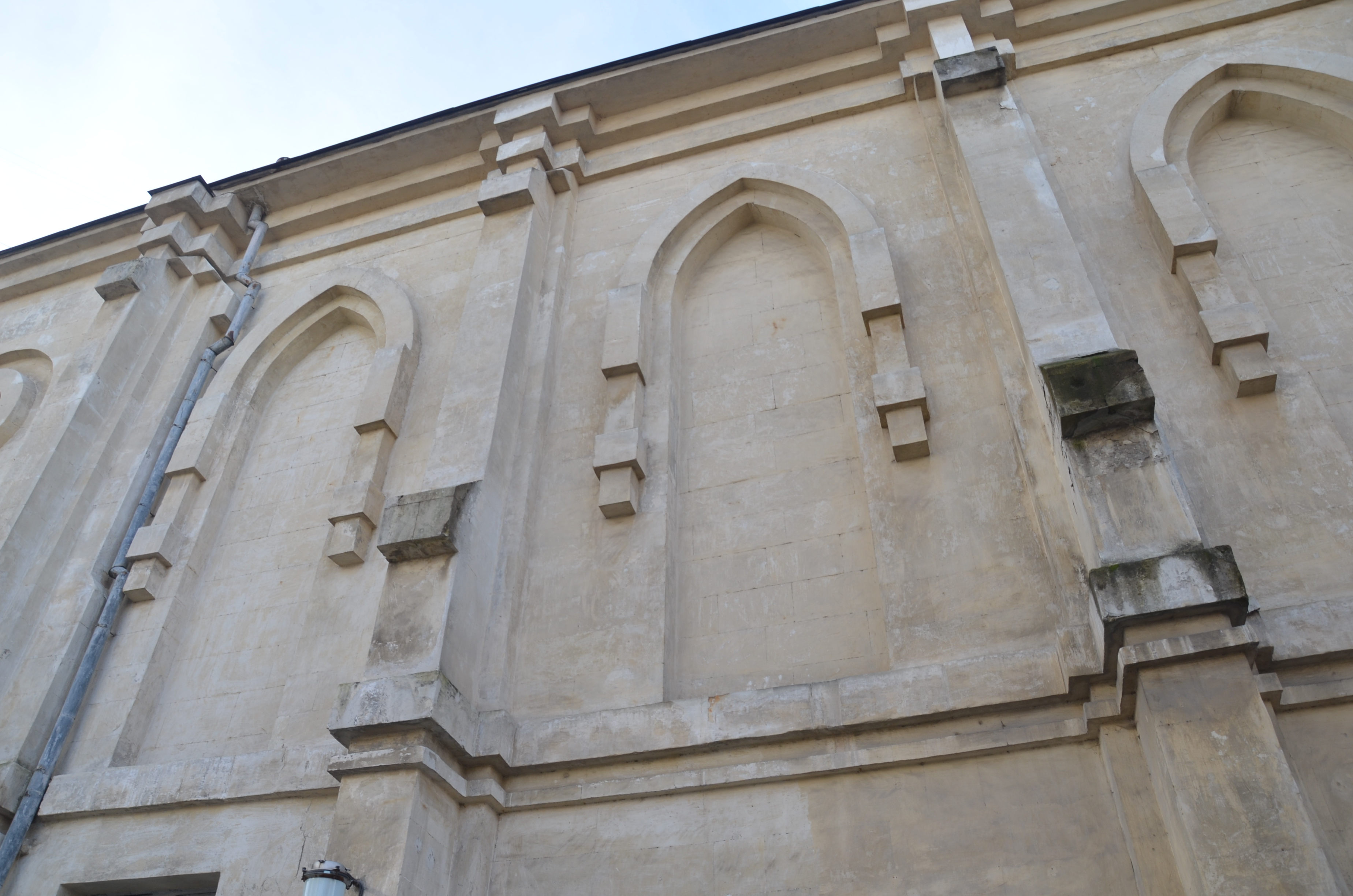
Контрфорси та стрільчасті арки видають готичну споруду
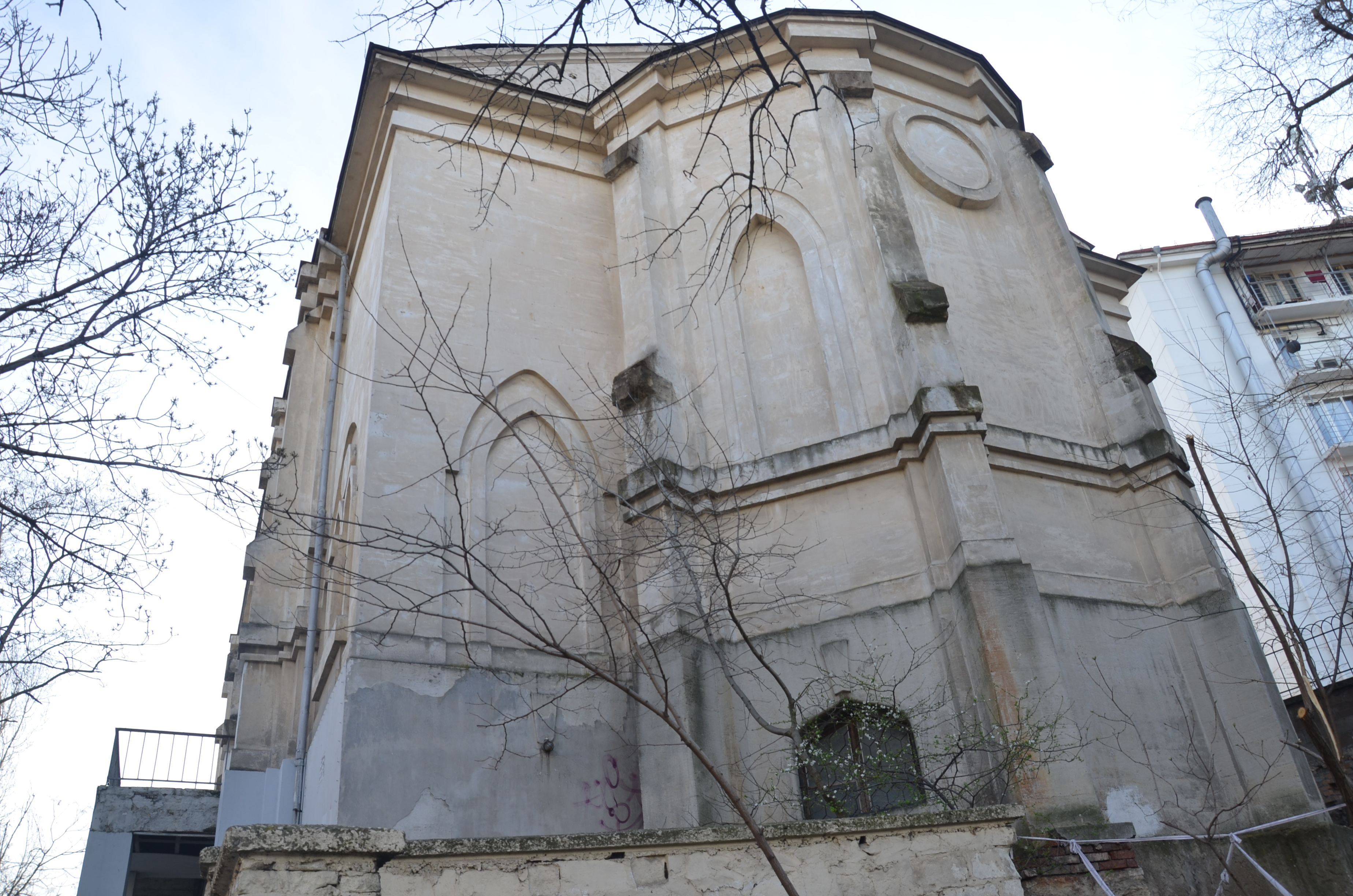
Вівтар